# Stephan Leibfried
Stephan Leibfried (* 1. Februar 1944 in Göttingen; † 28. März 2018 in Bremen) war ein deutscher Sozialwissenschaftler und Hochschullehrer an der Universität Bremen. Der studierte Politikwissenschaftler war seit 2003 ordentliches Mitglied der Berlin-Brandenburgischen Akademie der Wissenschaften und erhielt 2014 den Schader-Preis.

## Leben
Leibfried absolvierte ab 1964 verschiedene Aufenthalte im Großbritannien und in den Vereinigten Staaten von Amerika. 1964 begann er an der Freien Universität Berlin Politikwissenschaft und im Nebenfach Rechtswissenschaft zu studieren. Das Studium schloss er 1969 mit dem Ersten Juristischen Staatsexamen in Berlin ab. Von 1969 bis 1974 war er Assistent an der Universität Frankfurt am Main im Fach Politikwissenschaft und an der Freien Universität in den Fächern Recht und Staatsrecht/Politik. Er absolvierte auch das Rechtsreferendariat und legte 1974 in Berlin das Zweite Juristische Staatsexamen ab. 1972 promovierte Stephan Leibfried an der Universität Bremen.
Im Oktober 1974 wurde Stephan Leibfried zum Professor mit dem Schwerpunkt Sozialpolitik und Sozialverwaltung berufen. Zunächst beteiligte er sich 1978 bis 1988 am Aufbau des universitären Forschungsschwerpunktes Reproduktionsrisiken. Ab 1988 wurde der Forschungsschwerpunkt als Zentrum für Sozialpolitik mit Unterstützung der Volkswagenstiftung weitergeführt. 1988 bis 2001 war er am Aufbau und der Leitung des Sonderforschungsbereiches 186 der Universität Bremen über Statuspassagen und Risikolagen im Lebensverlauf beteiligt. Ab 1990 war er am Graduiertenkolleg Lebenslauf und Sozialpolitik tätig, unter anderem als erster Sprecher. Ab 1997 beteiligte er sich an Aufbau und Leitung der sozialwissenschaftlich-sozialpolitischen Sektion des HanseWissenschaftskollegs in Delmenhorst. Er war 1999 mit Michael Zürn, Bernhard Zangl, Markus Jachtenfuchs, Bernhard Peters und anderen Mitinitiator des Sonderforschungsbereichs 597 „Staatlichkeit im Wandel“ der Universität Bremen. Er baute ab 2003 den Sonderforschungsbereich wesentlich mit auf. Von Juli 2004 bis Dezember 2014 war er Sprecher des Sonderforschungsbereiches.
Ab 2001 initiierte er das Brückenprogramms Wissenschaft und Praxis zur Transformation des Sozialstaates der Volkswagenstiftung. Stephan Leibfried beteiligte sich ab 2001 auch am Aufbau der Graduiertenfakultät Sozialwissenschaften (GSSS). Ab 2003 war er am Aufbau des Network of Excellence (NoE) Programms der EU GARNET (Global Governance, Regionalisation and Regulation: The Role of the EU) beteiligt.

## Privates
Er war Vater eines erwachsenen Sohnes. Die Mutter ist die Soziologin Jutta Allmendinger.

## Schriften (Auswahl)
- Fritz Goldschmidt (1893–1968). Anwalt der verfolgten jüdischen Ärzte. In: Jürgen Seifert (Hrsg.): Streitbare Juristen. Nomos, Baden-Baden 1988, ISBN 3-7890-1580-6, S. 318 ff.
- mit Lutz Leisering u. a.: Zeit der Armut. Lebensläufe im Sozialstaat. Suhrkamp, Frankfurt 1995, ISBN 3-518-11923-0.
- mit Lutz Leisering: Time and Poverty in Western Welfare States. United Germany in Perspective. Cambridge University Press, Cambridge 1999, ISBN 0-521-59013-2.
- mit Jutta Allmendinger: Bildungsarmut. In: Aus Politik und Zeitgeschichte (B 21-22/2003). (online bei der Bundeszentrale für politische Bildung)
- mit Karin van Elderen: And they shall Beat their Swords into Plowshares - The Dutch Genesis of a European Icon and the German Fate of the Treaty of Lisbon. In: German Law Journal 10:8. 2009, S. 1297–1308.
- Machtpolitik und Abbildlichkeit. In: Martina Sitt, Hubert, Gassner: Segeln, was das Zeug hält. Niederländische Gemälde des Goldenen Zeitalters. Hirmer, München 2010.
- mit AutorInnenkollektiv: Wohlfahrtspolitik im 21. Jahrhundert. Neue Wege der Forschung. Aufsatzsammlung. Campus-Verlag, Frankfurt am Main/ New York 2013, ISBN 978-3-593-39903-4.
- mit Peter Masuch, Wolfgang Spellbrink und Ulrich Becker (Hrsg.): Grundlagen und Herausforderungen des Sozialstaats. Denkschrift 60 Jahre Bundessozialgericht. Band 1: Eigenheiten und Zukunft von Sozialpolitik und Sozialrecht. Berlin 2014.
- als Hrsg. mit Christoph Markschies, Ernst Osterkamp und Günter Stock: Berlins wilde Energien. Portraits aus der Geschichte der Leibnizschen Wissenschaftsakademie. Publikation der Berlin-Brandenburgischen Akademie der Wissenschaften. de Gruyter Akad. Forschung, Berlin/ Boston 2015, ISBN 978-3-11-037598-5.
- Europa am Scheideweg. Wege aus der institutionellen Zerreißprobe. J.P. Bachem Medien, Köln 2016, ISBN 978-3-7616-2900-0.